# Hồ Linh Đàm
Hồ Linh Đàm, trước đây được gọi là đầm Linh Đàm, là một hồ nước tại thành phố Hà Nội, Việt Nam. Hồ nằm cách trung tâm Hà Nội khoảng 7 km về phía nam, hiện là một phần của khu đô thị Linh Đàm nằm trên địa bàn hai phường Hoàng Liệt và Đại Kim, quận Hoàng Mai.
Hồ Linh Đàm có diện tích 74 ha, bao quanh khu vực bán đảo Linh Đàm. Đây là một hồ móng ngựa, vốn là một khúc uốn của sông Tô Lịch trước kia. Theo Giáo sư – Nhà giáo Nhân dân Hoàng Thiếu Sơn (Khoa Địa lý, Trường Đại học Sư phạm Hà Nội), kích thước hồ hiện nay cho thấy sông Tô Lịch xưa là một dòng nước tương đối lớn, khi đó còn nối trực tiếp với sông Hồng tại khúc sông mà nay đã trở thành Hồ Tây. Sau khi Hồ Tây bị cô lập, không còn thông với sông Hồng thì dòng chảy sông Tô Lịch cũng cạn dần và thu hẹp lại như ngày nay.
Đầm Linh Đàm từng có nhiều tên gọi trong quá khứ, theo tên của các làng cổ ở ven đầm như Linh Đường (tên cũ của làng Linh Đàm), đầm Vân (Pháp Vân), đầm Đại (Đại Từ). Đại Nam nhất thống chí có chép về đầm như sau:
Đầm Linh Đường: Ở huyện Thanh Trì. Đầm này ôm quanh làng Linh Đường, chu vi 12 dặm, hình như mặt trăng mới mọc, trong suốt như gương, cũng có người gọi là Nguyệt Kính hồ. Hồ thường sản nhiều hoa sen, nên cũng có tên gọi là Liên Đàm. Hồ này có đánh thuế thủy lợi.

Năm 2010, đầm Linh Đàm được nạo vét, xây dựng bờ kè để trở thành hồ điều hòa. Đây là một phần của dự án thoát nước Hà Nội giai đoạn II.